# Schefflera sessiliflora
Schefflera sessiliflora är en araliaväxtart som beskrevs av David Gamman Frodin. Schefflera sessiliflora ingår i släktet Schefflera och familjen araliaväxter. Inga underarter finns listade.